# كفر محمد أحمد
قرية كفر محمد أحمد هي إحدى القرى التابعة لمركز منيا القمح في محافظة الشرقية في جمهورية مصر العربية. حسب إحصاءات سنة 2006، بلغ إجمالي السكان في كفر محمد أحمد 1666 نسمة، منهم 858 رجل و808 امرأة.